# Xã Green, Quận Hamilton, Ohio
Xã Green (tiếng Anh: Green Township) là một xã thuộc quận Hamilton, tiểu bang Ohio, Hoa Kỳ. Năm 2010, dân số của xã này là 58.370 người.